# McDonnell Douglas F-15 ACTIVE
O McDonnell Douglas F-15 STOL/MTD/ACTIVE (Short Takeoff and Landing/Maneuver Technology Demonstrator, demonstrador tecnológico de decolagem, pouso curto e de manobras) é um F-15 Eagle modificado. Desenvolvido como demonstrador de tecnologia, o F-15  STOL/MTD foi utilizado para pesquisas em estudos de empuxo vetorial e manobrabilidade. A aeronave foi usada para o projeto de pré-produção do TF-15A (F-15B), o primeiro F-15 Eagle de dois lugares pela McDonnell Douglas). Ele também foi utilizado como protótipo de testes para a aviônica utilizada no programa McDonnell Douglas F-15E Strike Eagle. O avião foi emprestado para a NASA pela Força Aérea dos Estados Unidos.
A mesma aeronave foi utilizada depois no F-15 ACTIVE (Advanced, avançado, Control, controle, Technology, tecnologia, for Integrated Vehicles, para veículos integrados) de 1993-1999, que posteriormente usados pelo Programa Inteligente de Sistemas de Controle entre 1999 e 2008.

### Aeronaves similares
- McDonnell Douglas F/A-18 HARV
- Sukhoi Su-37
- General Dynamics F-16 VISTA